# Kōji Totani
Kōji Totani (戸谷 公次 Totani Kōji?) (12 de julio de 1948 - 6 de febrero del 2006) fue un seiyū nacido en Nagoya, Prefectura de Aichi, Japón. Totani trabajaba en Aoni Production. Su apodo era "Totani-chan". El 6 de febrero de 2006 él murió de un ataque cardiaco a la edad de 57 años. Su última aparición fue en el anime Naruto.

## Papeles Importantes

### TV Anime
- Air (Padre de Minagi)
- Mobile Suit Gundam (Uragan, Cozun Graham)
- Mobile Suit Zeta Gundam (Kacricon Cacooler, Gady Kinzei)
- Mobile Suit Gundam ZZ (Gottn Goh, August Gidan)
- Galaxy Express 999 (Locomotive, others)
- Kikou Kantai Dairugger XV (Teresu)
- Kinnikuman (Detective Gobugari, Anunciador, Big Magnum, otros)
- Cyborg 009 1979 (Pyunma/008)
- Sakigake!! Otokojuku (Umanosuke Gonda, Henshouki)
- Samurai Champloo (Shige)
- Juushin Liger (Doll Neibee)
- Heavy Metal L-Gaim (Hasha Moja, Bara)
- Moero Arthur Hakuba no Ōji (Baron)
- Aura Battler Dunbine (Tokamak Rovsky, Dolple Giron)
- Saint Seiya (Capricorn Shura, Moses)
- Armored Trooper Votoms (Butchintein)
- Taiyou no Yuusha Fighbird (Guard Wing)
- The Transformers (Motormaster/Menasor)
- The Transformers 2010 (Sky Lynx, Strafe, Motormaster/Menasor)
- Transformers: Victory (Blacker/Road Caesar)
- Transformers: The Headmasters (Skullcruncher, Doublecross)
- Transformers: Super-God Masterforce (Blood)
- High School! Kimengumi (Yui's Father and Tulip)
- Dr. Slump and Arale-chan (Kurikinton Soramame, Police Chief, others)
- Tatakae!! Ramenman (Jango)
- Dragon Ball (Draculaman)
- Dragon Ball Z (Kiwi)
- Dragon Ball GT (Don Kiar)
- Naruto Houki [ep. 167] posthumous work
- Fullmetal Alchemist (Tim Marcoh)
- Fist of the North Star (Club, Fox, Baron, Jagi, Shikaba, Young Ryuuken, Ren, Han, Zebra)
- Mashin Eiyuuden Wataru (Don Goro Shougun)
- Madou King Grand Zort (Battoban)
- Marmalade Boy (Yoshimitsu Miwa)
- Gyandura Densetsu Tetsuya (Zenichi Innami)

### OVA
- Mobile Suit Gundam 0080: War in the Pocket (Coronel Killing)
- Mobile Suit Gundam 0083: Stardust Memory (Alpha A. Bate)
- Guyver (Gregole)
- Legend of the Galactic Heroes (Arthur von Streit)
- Dominion Tank Police (Mohican)

### Películas de Anime
- Royal Space Force: The Wings of Honneamise (Charichanmi)
- Kinnikuman (series) (Detective Gobugari, Announcer)
- Mobile Suit Gundam (Crown)
- Mobile Suit Gundam II (Koka Lasa)
- Mobile Suit Gundam III (Tokuwan)
- Mobile Suit Gundam: Char's Counterattack (Tooth)
- Mobile Suit Gundam 0083: Last Blitz of Zeon (Alpha A. Bate)
- Mobile Suit Zeta Gundam (Kacricon Cacooler)
- Mobile Suit Zeta Gundam III (Guwadan Captain, Gady Kinzei)
- Legend of the Galactic Heroes (Ernest Mecklinger)
- Fatal Fury - The Motion Picture (Laurence Blood)
- Dragon Ball: Shenron no Densetsu (Soldier)
- Dragon Ball Z: Ora no Gohan o kaese!! (Ginger)
- Dragon Ball Z: Chō saiyajin da Son Gokū (Zeeun)

### Videojuegos
- Kinnikuman Generations/Kinnikuman Muscle Generations (Pentagon, Canadianman)
- Kinnikuman Muscle Grand Prix Max (Pentagon, Announcer) posthumous work
- Super Robot Wars (Alpha A. Bate, Cozun Graham, Kacricon Cacooler, Gady Kinzei, Gottn Goh, August Gidan, Netto, Hasha Moja)
- Hokuto no Ken (Arcade) (Jagi)
- Dead or Alive 2, Dead or Alive 3 and Dead or Alive 4 (Leon)
- Serie de Metal Gear Solid (Revolver Ocelot) (hasta Metal Gear Solid 2)

### Doblaje
- The Mummy (Dr. Bey (Erick Avari))
- Scarface (Omar Suárez (F. Murray Abraham))